# Anjali Taneja
Anjali Taneja (Uithoorn, 27 april 1976) is een Nederlandse schrijfster en scenarist. Zij staat bekend als de bedenker van Het Huis Anubis en Amika.

## Producties

### Films
- K3 en het ijsprinsesje (2006)
- K3 en de kattenprins (2007)
- Anubis en het pad der 7 zonden (2008)
- Anubis en de wraak van Arghus (2009)[2]
- Hart Beat (2016)[3]
- Circus Noël (2019)

### Programma's (als actrice)
- All Stars (2001)
- Axe Nightguide (2002)
- Costa! (2002)
- Hartslag (2002)
- Kicken (2005)

### Programma's (als scenarist)
- Bitches (2004)
- Alex FM (2004)
- Het Huis Anubis (2006)
- Amika (2008)
- Het Huis Anubis en de Vijf van het Magische Zwaard (2010)
- VRijland (2010)[4]
- De Magische Wereld van Pardoes (2011)
- Het Mysterie van… (2013)
- Het Geheim van Eyck (2015)
- Kattenoog (2015)
- Circus Noël (2017)
- Hoe mijn keurige ouders in de bak belandden (2021)

### Programma's (als Assistent creative)
- ZOOP (2004)

- Gemeinsame Normdatei: 1080210628
- International Standard Name Identifier: 0000 0001 3279 961X
- Virtual International Authority File: 78145067077066630702